# يان تومسون (عداء مراثوني)
يان تومسون (بالإنجليزية: Ian Thompson)‏ هو عداء مراثوني بريطاني، ولد في 16 أكتوبر 1949 في بيركنهيد ‏ في المملكة المتحدة.

## وصلات خارجية
- يان تومسون على موقع أوليمبيديا (الإنجليزية)
- يان تومسون على موقع اللجنة الأولمبية البريطانية (الإنجليزية)
- يان تومسون على موقع اتحاد ألعاب الكومنولث (مؤرشف) (الإنجليزية)